# Логон и Шари
Логон и Шари (фр. Logone-et-Chari) — один из 6 департаментов Крайнесеверного региона Камеруна. Находится в северной части региона, занимая площадь в 12 133 км².
Название иногда неверно передаётся как Логоне и Шари, из-за «немой» буквы 'e'. Логон — название реки, протекающей по департаменту.
Административным центром департамента является город Куссери (фр. Kousséri). Граничит с Нигерией на западе и Чадом на севере и востоке, а также департаментами: Майо-Сава (на юго-западе), Диамаре (на юге) и Майо-Данай (на юге).

Департамент Логон и Шари на карте Крайнесеверного региона

В южной части департамента расположен один из национальных парков Камеруна — Ваза (фр. Parc national de Waza).

## Административное деление
Департамент Логон и Шари подразделяется на 10 коммун:
1. Блангуа (фр. Blangoua)
2. Дарак (фр. Darak)
3. Фотокол (фр. Fotokol)
4. Гульфе (фр. Goulfey)
5. Иль-Алифа (фр. Hile-Alifa)
6. Куссери (фр. Kousséri)
7. Логон-Бирни (фр. Logone-Birni)
8. Макари (фр. Makary)
9. Ваза (фр. Waza)
10. Зина (фр. Zina)